# Ernest-Auguste de Hanovre (1674-1728)
Pour les articles homonymes, voir Ernest-Auguste.
Ernest Auguste de Hanovre (entre le 7 et le 17 septembre 1674 – entre le 3 et le 14 août 1728), est duc d'York et Albany et comte d'Ulster à partir de 1716, et prince-évêque luthérien d'Osnabrück à partir de 1715.

## Biographie
Il est le sixième fils et le plus jeune des sept enfants de Ernest-Auguste de Hanovre (1629-1698), électeur de Hanovre, et de Sophie de Hanovre (1630-1714), et le jeune frère du roi George Ier de Grande-Bretagne.
Ernest est prince-évêque d' Osnabrück de 1715 à 1728. Le 29 juin 1716, il est créé duc d'York et Albany et comte d'Ulster, et le 3 juillet 1716, il est fait chevalier de la Jarretière.

### Sources
- Matthew Kilburn, « Ernest Augustus, Prince, duke of York and Albany (1674–1728) », Oxford Dictionary of National Biography, Oxford University Press, édition en ligne, mai 2005.